# Pine River
Pine River és una població dels Estats Units a l'estat de Minnesota. Segons el cens del 2000 tenia 928 habitants.

## Demografia
Segons el cens del 2000, Pine River tenia 928 habitants, 438 habitatges, i 216 famílies. La densitat de població era de 322,8 habitants per km².
Dels 438 habitatges en un 25,8% hi vivien nens de menys de 18 anys, en un 37,4% hi vivien parelles casades, en un 9,8% dones solteres, i en un 50,5% no eren unitats familiars. En el 48,9% dels habitatges hi vivien persones soles el 35,6% de les quals corresponia a persones de 65 anys o més que vivien soles. El nombre mitjà de persones vivint en cada habitatge era de 2,06 i el nombre mitjà de persones que vivien en cada família era de 3,03.
Per edats la població es repartia de la següent manera: un 25,9% tenia menys de 18 anys, un 5,5% entre 18 i 24, un 21,7% entre 25 i 44, un 17,7% de 45 a 60 i un 29,3% 65 anys o més.
L'edat mediana era de 43 anys. Per cada 100 dones de 18 o més anys hi havia 71,1 homes.
La renda mediana per habitatge era de 23.480 $ i la renda mediana per família de 36.250 $. Els homes tenien una renda mediana de 25.714 $ mentre que les dones 19.464 $. La renda per capita de la població era de 14.571 $. Entorn del 10,1% de les famílies i el 16,7% de la població estaven per davall del llindar de pobresa.

## Poblacions més properes
El següent diagrama mostra les poblacions més properes.